# 여수흥국체육관
여수 거북선 공원과 접해 있고 지붕은 거북선 모양이다. 2000년부터 2003년까지 한국프로농구 수원 kt 소닉붐의 전신인 여수 골드뱅크 클리커스-코리아 텐더 푸르미가 홈경기장으로 이용하였다.